# Dirt Rally
DiRT Rally — автосимулятор, пятая игра в серии DiRT, разработанной компанией Codemasters. На PC в раннем доступе игра вышла 27 апреля 2015 года и распространялась через сервис Steam. На консолях PlayStation 4 и Xbox One финальная версия игры была выпущена 5 апреля 2016 года. Feral Interactive выпустил игру для Linux 2 марта 2017 года, и для macOS — 16 ноября 2017 года.

## Геймплей
DiRT Rally возвращает игроков к истокам серии, будучи скорее автосимулятором, нежели аркадной гонкой. В игре представлены возможности смены времен суток и погодных условий, игроков ожидает оригинальная система повреждений и ремонта авто. Заниматься ремонтом и улучшением машин будут четыре механика, отныне входящих в команду игрока. С каждым специалистом необходимо индивидуально обговаривать условия, включающие сумму жалованья и срок действия соглашения. Как отмечается, продление контракта повышает навыки инженера и открывает эксклюзивные предметы улучшения. По заверениям разработчиков, модель поведения автомобилей подверглась основательной переработке. Благодаря новому физическому движку машины по-разному реагируют при прохождении одного и того же участка, а покрытие трассы и выбранные настройки серьёзно влияют на результат заезда. Сама игра тоже преобразилась внешне за счет модифицированной версии графического движка EGO, который также используется в F1 2015.

## История
27 апреля 2015 года DiRT Rally вышла версия в раннем доступе и располагала только тремя раллийными трассами: в уэльском графстве Поуис, Монте-Карло и греческом округе Арголида. Треки были поделены на 36 этапов, которые отличаются не только местом старта и финиша, но и погодными условиями, а также типом дорожного покрытия. До официального релиза перечень трасс пополнялся через бесплатные обновления: создатели отказались от идеи с внутриигровым магазином и микроплатежами. 7 декабря 2015 года вышла полная версия игры в Steam, а версия на физических носителях, а также версии для PlayStation 4 и Xbox One вышли 5 апреля 2016 года.
В игре большое количество машин самых различных классов. Ранняя версия доступа содержала автомобили с 60-х, 70-х, 80-х годов, группы В, группы А, 2000—2010 и современные раллийный автомобили. Несмотря на небольшой размер, в раннем доступе игра получила положительные отзывы. Игровой движок DiRT Rally, EGO 3.0, ранее применялся в таких играх как F1 2013, F1 2014, GRID 2 и GRID Autosport.

## Реакция
| Сводный рейтинг       | Сводный рейтинг                           |
| Агрегатор             | Оценка                                    |
| --------------------- | ----------------------------------------- |
| GameRankings          | (PS4) 84,87 % (XONE) 86,79 % (PC) 82,40 % |
| Metacritic            | (PS4) 85/100 (XONE) 86/100 (PC) 86/100    |
| Иноязычные издания    |                                           |
| Издание               | Оценка                                    |
| GameSpot              | 8/10                                      |
| GamesRadar+           | [ 9 ]                                     |
| IGN                   | 8,9/10                                    |
| GameSpew              | 9/10                                      |
| Русскоязычные издания |                                           |
| Издание               | Оценка                                    |
| PlayGround.ru         | 9/10                                      |
| StopGame.ru           | Похвально                                 |
| «Игромания»           | 10/10                                     |
| «Игры Mail.ru»        | 9,5/10                                    |

Игра получила преимущественно положительные оценки критиков. Российское издательство «Игромания» поставило игре максимальную оценку в 10 баллов из 10, назвав «лучшей представительницей жанра на данный момент». Также игра была названа гонкой года по версии того же издательства.
Летом 2018 года, благодаря уязвимости в защите Steam Web API, стало известно, что точное количество пользователей сервиса Steam, которые играли в игру хотя бы один раз, составляет 1 073 123 человека.